# کنانه

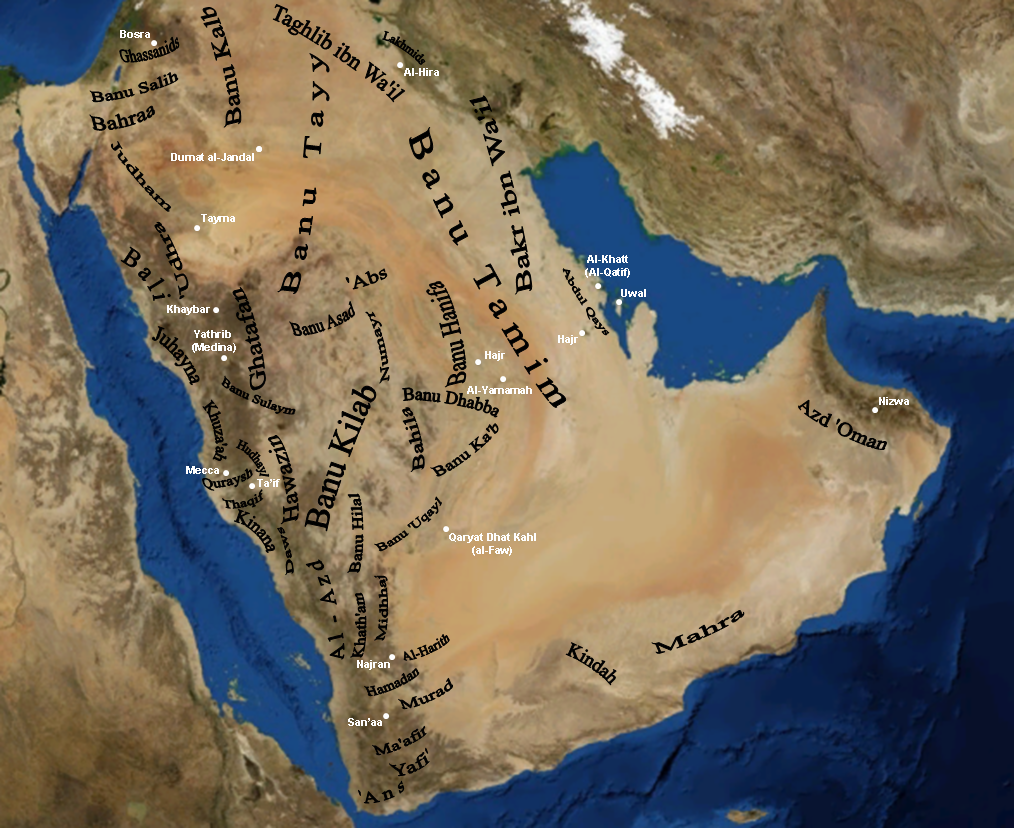
قبایل بزرگ عربستان در زمان ظهور اسلام.

بنی‌کنانه (به عربی: بنی کنانة) یکی از قبایل بزرگ عرب‌تبار است از مجموعه قبایل عرب عدنانی بودند که بیشتر در شبه‌جزیره عربستان و مناطق همسایه آن زندگی می‌کنند.نسبشان به ابونضر کنانة بن خزیمة بن مدرکه می‌رسید. کنانة بن خزیمه، جد سیزدهم محمد، پسرانی بسیار داشت که شمار آن‌ها به ۱۴ تن می‌رسید. همچنین قوم و تبار انها از دایی های پیامبر اسلام هستند.

## بنی کنانة و ایران
گروهی از عشایر عرب ایرانی که در استان خوزستان و در ناحیه دشت میشان و شوش زندگی می‌کنند هم از این قبیله هستند؛ که از قبایل بنی لام هستند و قرابت نزدیکی با تیرهٔ عبدالخان دارند. اکثر اهالی روستای مربچه رامهرمز با فامیلی محمدیان و خانواده مرحوم اغلیم ابن والی در کوت سید صالح ساکن هستند از طوایف بزرگ بنی کنانه هستند همچنین در اهواز با جمعیت قابل توجهی با فامیلی شعیبی ساکن هستند.
در لهجه محلی به نام چنانه شهرت دارند. از پیش از انقلاب اسلامی چنانه وکعب در دو سوی کرخه در شوش مستقر بودند، چنانه از شوش بیشتر به عنوان قشلاق استفاده می‌کرد، اول در محلی دورتر از کرخه مستقر بود، به تدریج به کرخه نزدیک شد، وقتی در دوره رضاشاه به کعب‌ها زمین دادند تا آنان رابه کشاورزی و یکجانشینی تشویق کنند. چنانه در غرب کرخه مستقر شدند و خود را کشاورز معرفی کردند و زمین گرفتند و از آن پس درشوش ماندگار شدند.
بنا به قول بنی طرف، کنانه تیره‌ای از نصر قبیله نام‌آور عرب اند، محل سکونت آنها در مکه و تبارشان از شبه جزیره عربستان است، شماری از آنها در هویزه و در ساحل رود کرخه و نیز در شهر رامهرمز و میناو زندگی می‌کنند.